# スマイティ
スマイティは、株式会社カカクコムが運営する不動産情報サイトである。
物件掲載に関わる手数料は無料であり、サイト経由による利用者の問い合わせ件数に応じ課金するビジネスモデルである。

## 沿革
- 2008年8月25日 - サイト開設
- 2009年7月1日 - 賃貸物件提供検索サービス開始
- 2010年1月28日 - サイト内物件情報に名称とGoogle ストリートビューを追加
- 2011年11月7日 - スマートフォン対応
- 2012年4月24日 - 新築一戸建ての取扱いを開始
- 2012年7月31日 - 中古マンション及び中古一戸建ての取扱いを開始

## 提携サイト一覧
2013年5月現在
- アパマンショップ
- ハウスコム
- ピタットハウス
- 賃貸住宅サービス
- レオパレス21
- いい部屋ネット
- お部屋探しのホームメイト
- Century21
- ハウスメイト
- エリッツ
- レジデントファースト
- ミニミニ
- ビルネット
- イーアールエー
- アイネット
- すてきナイス
- SUUMO
- マイナビ賃貸
- CHINTAI
- エイブル